# Sneaky Pete
Sneaky Pete ist eine US-amerikanische Heist- und Krimiserie, die von Bryan Cranston, der auch in einer Nebenrolle auftritt, entwickelt wurde und zwischen 2015 und 2019 über Amazon Video veröffentlicht wurde. In der Titelrolle ist Giovanni Ribisi zu sehen, weitere Hauptrollen werden von Margo Martindale, Shane McRae und Alison Wright verkörpert.
Die Handlung folgt dem Trickbetrüger Marius Josipović, der nach seiner Entlassung aus dem Gefängnis die Identität seines Zellengenossen annimmt und einen Coup plant.

## Handlung
Der Trickbetrüger und Taschendieb Marius Josipović wird nach drei Jahren Haft aus dem Gefängnis entlassen und nimmt die Identität seines Zellengenossen Pete Murphy an, um vor alten Feinden unterzutauchen und sich an der Familie zu bereichern, die ein Kautionsbüro betreibt und ihrerseits in Schwierigkeiten steckt. Die Handlung folgt neben Marius und Leuten aus seiner Vergangenheit dem echten Pete, dessen Großeltern und deren Enkeln, die sich nach und nach selbst in unterschiedliche Verbrechen verstricken.

### Staffel 1
Da Marius kurz vor seiner Freilassung erfährt, dass ihn die Nachwirkungen des Verbrechens, das ihn erst ins Gefängnis gebracht hat, einholen, und sein Bruder von seinem Hauptwidersacher als Geisel gehalten wird, nimmt er die Identität seines Zellengenossen an, um unterzutauchen. Mit einer Gruppe Verbündeter plant er einen großen Coup gegen seinen alten Widersacher Vince, um den damals gescheiterten Raub zu Ende zu führen und Rache für einen alten Freund zu nehmen. Unterdessen gerät auch Petes Familie in kriminelle Machenschaften, aus denen Marius zunächst hofft, Profit schlagen zu können, in denen er ihnen aber schließlich hilft. Die Wahrung seines Geheimnisses wird zunehmend dadurch erschwert, dass ein korrupter Polizist in Vinces Dienst hinter ihm her ist.

### Staffel 2
Nachdem Marius nach den Geschehnissen der ersten Staffel eigentlich aus dem Leben seiner erschlichenen Familie verschwinden wollte, erfährt er, dass das Verbrechen, welches Pete Murphy ins Gefängnis brachte, eine Ablenkung von einem anderen, weit lukrativeren und erfolgreicheren Coup war. Da er nicht beweisen kann, nicht Pete zu sein, wird er erpresst, die dabei erbeuteten Millionen zu beschaffen, gleichzeitig interessiert auch er selbst sich für den Gewinn. Schlüsselfiguren sind Petes durchtriebene Mutter, welche als verschollen galt, sowie Pete selbst. Als dieser erfolgreich aus dem Gefängnis befreit wird, droht Marius’ Deckung zu zerfallen.

### Staffel 3
Petes Cousine Julia, mit welcher Marius über die Wochen ein gutes Verhältnis aufgebaut hatte, erfuhr am Ende der zweiten Staffel von Marius’ Identität, braucht jedoch weiterhin seine Hilfe, da sie in Schwierigkeiten steckt. Sie erpresst ihn, ihr zu helfen, und beide planen einen Coup, während plötzlich Lebenszeichen von weiteren totgeglaubten Familienmitgliedern auftauchen.

## Besetzung und Synchronisation

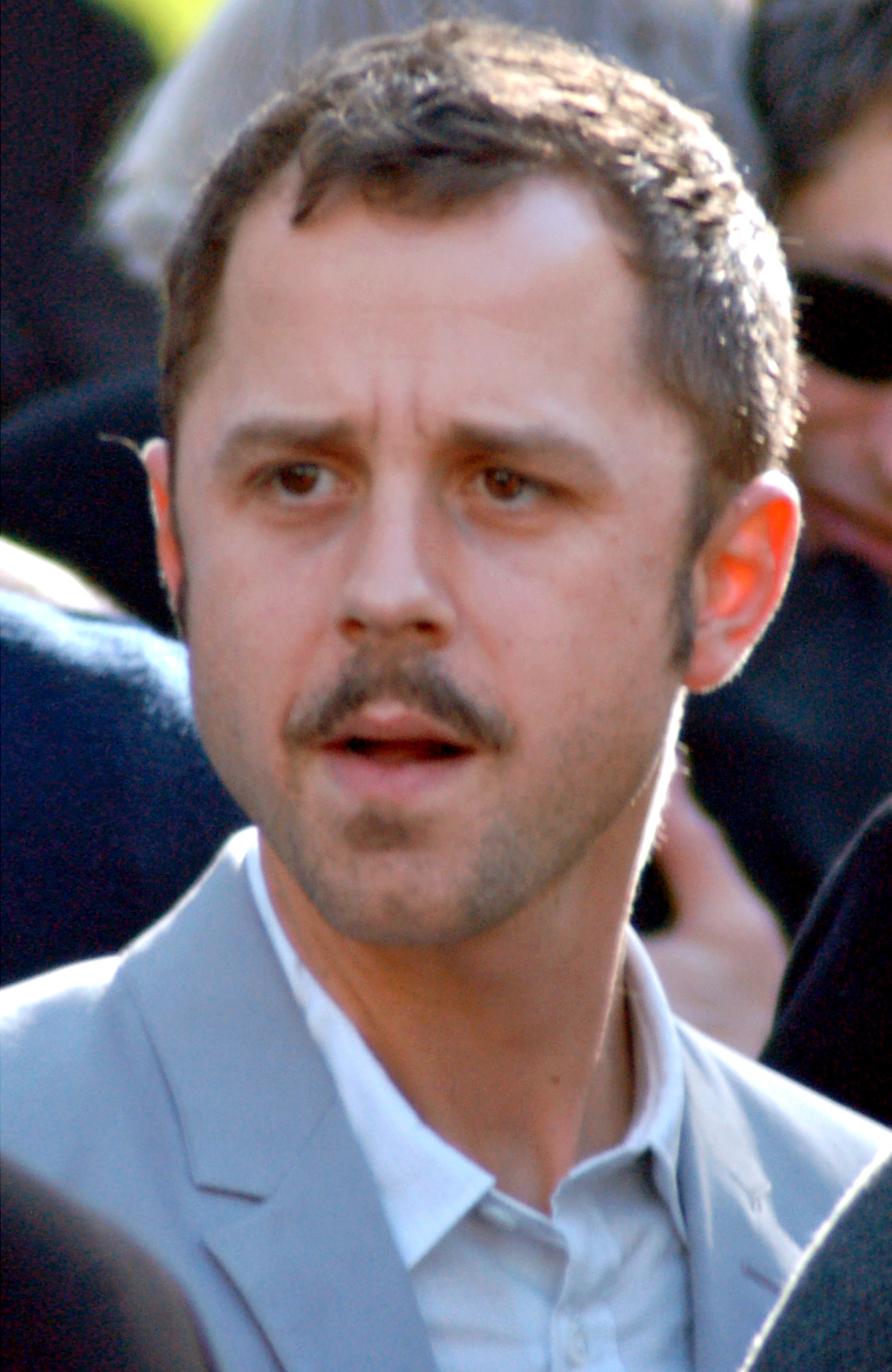
Giovanni Ribisi spielt die Hauptrolle des Marius Josipovic

### Hauptdarsteller
| Rollenname                       | Schauspieler     | Synchronsprecher   | Episoden  |
| -------------------------------- | ---------------- | ------------------ | --------- |
| Marius Josipović / „Pete Murphy“ | Giovanni Ribisi  | Gerrit Schmidt-Foß | 1.01–3.10 |
| Julia Bowman                     | Marin Ireland    | Julia Kaufmann     | 1.01–3.10 |
| Taylor Bowman                    | Shane McRae      | Marcel Collé       | 1.01–3.10 |
| Carly Bowman                     | Libe Barer       | Lydia Morgenstern  | 1.01–3.10 |
| Eddie Josipović                  | Michael Drayer   | Wanja Gerick       | 1.01–1.09 |
| Otto Bernhardt                   | Peter Gerety     | Uli Krohm          | 1.01–3.10 |
| Audrey Bernhardt                 | Margo Martindale | Regina Lemnitz     | 1.01–3.10 |

### Nebendarsteller
| Rollenname            | Schauspieler         | Synchronsprecher   | Episoden                         |
| --------------------- | -------------------- | ------------------ | -------------------------------- |
| Officer Inaba         | Armando Riesco       | Oliver Feld        | 1.01                             |
| Abraham Persikof      | Domenick Lombardozzi | Olaf Reichmann     | 1.01–1.02                        |
| Connie Persikof       | Debra Monk           | Liane Rudolph      | 1.01–1.02                        |
| Nathaniel             | Andrew Schultz       | Sebastian Schulz   | 1.01–1.02                        |
| Marjorie              | Alison Wright        | Gundi Eberhard     | 1.01–1.02, 1.05–1.08, 1.10–      |
| Joseph Lee            | C. S. Lee            | Rainer Fritzsche   | 1.01, 1.06, 1.10–3.10            |
| Der Echte Pete Murphy | Ethan Embry          | Tobias Nath        | 1.01, 1.07                       |
| Vince Lonigan         | Bryan Cranston       | Joachim Tennstedt  | 1.01–3.10                        |
| Charles McGregor      | Wayne Duvall         | Axel Lutter        | 1.02                             |
| Brendon               | Brad William Henke   | Sven Brieger       | 1.02–1.03, 1.05, 1.07–1.08, 1.10 |
| Katie                 | Virginia Kull        | Giuliana Jakobeit  | 1.02–1.05, 1.07–1.08, 1.10       |
| Detective Winslow     | Michael O’Keefe      | Frank Röth         | 1.02–1.05, 1.07–1.10             |
| Richard               | Victor Williams      | Matti Klemm        | 1.02–3.10                        |
| Karolina              | Karolina Wydra       | Manja Doering      | 1.02, 1.04–3.10                  |
| Lance Lord            | Jacob Pitts          | Julien Haggége     | 1.02, 1.04–3.10                  |
| Sam                   | Jay O. Sanders       | Jörg Hengstler     | 1.02, 1.05–1.07, 1.10–3.10       |
| Libby Metzger         | Tonye Patano         | Martina Treger     | 1.03                             |
| James Bagwell         | Malcolm-Jamal Warner | Sascha Rotermund   | 1.03–1.05, 2.05, 2.10, 3.01      |
| Avon                  | Reynaldo Piniella    | Amadeus Strobl     | 1.04                             |
| Hector                | Ian Quinlan          | Nico Sablik        | 1.04                             |
| Shannon               | Justine Cotsonas     | Lina Rabea Mohr    | 1.04–1.05, 1.07–1.09             |
| Bo Lockley            | Kevin Chapman        | Lutz Schnell       | 1.04, 1.06                       |
| Kumar Mukherjee       | Pej Vahdat           | Marius Clarén      | 1.04, 1.07, 1.09–3.10            |
| Wali                  | René Ifrah           | Viktor Neumann     | 1.04, 1.07, 1.09–3.10            |
| Bixby                 | Slate Holmgren       |                    | 1.05                             |
| Tony                  | Lou Martini, Jr.     | Andreas Hosang     | 1.05                             |
| Gregor                | Demosthenes Chrysan  | Sergej Gladkirch   | 1.05–1.06                        |
| Sean                  | Tobias Segal         | Konrad Bösherz     | 1.05, 1.08                       |
| Gavin                 | Rory Culkin          | Bastian Sierich    | 1.06                             |
| Ida Keeling           | Marjorie Johnson     | Isabella Grothe    | 1.06                             |
| Chayton Dockery       | Chaske Spencer       | Marios Gavrilis    | 1.06–3.10                        |
| Ayawamat              | Jeff De Serrano      | Kevin Kraus        | 1.06, 1.08–3.10                  |
| Gina                  | Jasmine Carmichael   | Kristina Tietz     | 1.06, 1.08, 1.10                 |
| Porter                | Ben Vereen           | Jürgen Kluckert    | 1.07–1.08, 1.10–3.10             |
| Hopper                | Terry Serpico        | Sascha Gluth       | 1.07–1.09                        |
| Dennis                | Mike Houston         | Tim Moeseritz      | 1.09–1.10                        |
| Frank                 | Joseph Lyle Taylor   | Dennis Schmidt-Foß | 1.10                             |
| Joe                   | Desmond Harrington   | Tim Knauer         | 1.10                             |

## Produktion und Veröffentlichung
Die Pilotfolge der Serie wurde ursprünglich im März 2015 für den Sender CBS gedreht. Nachdem sich dieser jedoch nach der Pilotfolge gegen die Bestellung einer gesamten Staffel entschied, erwarb stattdessen Amazon.com die Rechte an der Serie. Die bereits produzierte Pilotfolge wurde daraufhin am 6. August 2015 auf Amazon Video veröffentlicht. In einer Umfrage gab Amazon seinen Kunden die Wahl, welche Serie sie gerne sehen möchten. Nachdem Sneaky Pete diese Umfrage für sich entscheiden konnte, gab Amazon im September 2015 eine komplette erste Staffel in Auftrag. Diese wurde schließlich am 12. Januar 2017 (USA) bzw. am 17. Februar 2017 (D/A/CH) online zur Verfügung gestellt.
Im Januar 2017 wurde die Serie um eine zweite Staffel verlängert. Im Juli 2018 erfolgte die Verlängerung um eine dritte Staffel. Diese wurde am 10. Mai 2019 auf Prime Video veröffentlicht. Im Juni 2019 gab Amazon bekannt, dass die dritte Staffel die letzte ist.

## Episodenliste

### Staffel 1
| Nr. (ges.) | Nr. (St.) | Deutscher Titel             | Originaltitel           | Erstveröffentlichung USA | Deutschsprachige Erstveröffentlichung (D/A/CH) | Regie              | Drehbuch                     |
| ---------- | --------- | --------------------------- | ----------------------- | ------------------------ | ---------------------------------------------- | ------------------ | ---------------------------- |
| 1          | 1         | Der verlorene Enkel         | Pilot                   | 6. Aug. 2015             | 17. Feb. 2017                                  | Seth Gordon        | David Shore & Bryan Cranston |
| 2          | 2         | Gedächtnispaläste           | Safe                    | 12. Jan. 2017            | 17. Feb. 2017                                  | Michael Dinner     | Graham Yost                  |
| 3          | 3         | Mr. Success                 | Mr. Success             | 12. Jan. 2017            | 17. Feb. 2017                                  | Michael Pressman   | Fred Golan                   |
| 4          | 4         | Du bist schuld, Du bezahlst | The Fury                | 12. Jan. 2017            | 17. Feb. 2017                                  | Craig Zisk         | Benjamin Cavell              |
| 5          | 5         | Sam                         | Sam                     | 12. Jan. 2017            | 17. Feb. 2017                                  | Sarah Pia Anderson | Graham Yost                  |
| 6          | 6         | Kojote ist immer hungrig    | Coyote Is Always Hungry | 12. Jan. 2017            | 17. Feb. 2017                                  | Adam Arkin         | Jennifer Kennedy             |
| 7          | 7         | Lieutenant Bernhardt        | Lieutenant Bernhardt    | 12. Jan. 2017            | 17. Feb. 2017                                  | Laura Innes        | Sal Calleros                 |
| 8          | 8         | Der Roll-Over               | The Roll Over           | 12. Jan. 2017            | 17. Feb. 2017                                  | Bryan Cranston     | Ian MacDonald                |
| 9          | 9         | Die Wendung                 | The Turn                | 12. Jan. 2017            | 17. Feb. 2017                                  | Rosemary Rodriguez | Benjamin Cavell              |
| 10         | 10        | Ende ohne lose Enden        | The Longest Day         | 12. Jan. 2017            | 17. Feb. 2017                                  | Michael Dinner     | Graham Yost & Fred Golan     |

### Staffel 2
| Nr. (ges.) | Nr. (St.) | Deutscher Titel                       | Originaltitel                              | Erstveröffentlichung USA | Deutschsprachige Erstveröffentlichung (D/A/CH) | Regie           | Drehbuch                      |
| ---------- | --------- | ------------------------------------- | ------------------------------------------ | ------------------------ | ---------------------------------------------- | --------------- | ----------------------------- |
| 11         | 1         | Das dunkle Geheimnis des Hotelzimmers | The Sinister Hotel Room Mystery            | 9. März 2018             | 9. März 2018                                   | Adam Arkin      | Graham Yost                   |
| 12         | 2         | Keine Laken ohne Kaution              | Inside Out                                 | 9. März 2018             | 9. März 2018                                   | Giovanni Ribisi | Fred Golan                    |
| 13         | 3         | Flucht in die Falle                   | Man on the Run                             | 9. März 2018             | 9. März 2018                                   | Ami Canaan Mann | Ingrid Escajeda               |
| 14         | 4         | Rosedale                              | Maggie                                     | 9. März 2018             | 9. März 2018                                   | Cherie Nowlan   | Jennifer Kennedy              |
| 15         | 5         | Der Turm                              | The Tower                                  | 9. März 2018             | 9. März 2018                                   | Jon Avnet       | Sal Calleros                  |
| 16         | 6         | 11 Millionen Gründe                   | 11 Million Reasons You Can’t Go Home Again | 9. März 2018             | 9. März 2018                                   | Laura Innes     | Ian MacDonald                 |
| 17         | 7         | Der Präparator                        | The Reluctant Taxidermist                  | 9. März 2018             | 9. März 2018                                   | Helen Shaver    | Adam Reid & Max Reid          |
| 18         | 8         | Marius Josipovic                      | Marius Josipovic                           | 9. März 2018             | 9. März 2018                                   | Adam Bernstein  | Graham Yost & Ingrid Escajeda |
| 19         | 9         | Petes große Stunde                    | Buffalo Soldiers                           | 9. März 2018             | 9. März 2018                                   | Denise Di Novi  | Graham Yost & Sal Calleros    |
| 20         | 10        | Ausgetauscht, ausgetrickst            | Switch                                     | 9. März 2018             | 9. März 2018                                   | Michael Dinner  | Graham Yost & Fred Golan      |

### Staffel 3
| Nr. (ges.) | Nr. (St.) | Deutscher Titel                                     | Originaltitel                                 | Erstveröffentlichung USA | Deutschsprachige Erstveröffentlichung (D/A/CH) | Regie        | Drehbuch         |
| ---------- | --------- | --------------------------------------------------- | --------------------------------------------- | ------------------------ | ---------------------------------------------- | ------------ | ---------------- |
| 21         | 1         | Hin und weg                                         | The Double Up and Back                        | 10. Mai 2019             | 10. Mai 2019                                   | Jon Avnet    | Blake Masters    |
| 22         | 2         | Der Huckleberry-Job                                 | The Huckleberry Jones                         | 10. Mai 2019             | 10. Mai 2019                                   | Jon Avnet    | Jamie Pachino    |
| 23         | 3         | Der Stamford-Sturz                                  | The Stamford Trust Fall                       | 10. Mai 2019             | 10. Mai 2019                                   | Clare Kilner | Ed McCardie      |
| 24         | 4         | Die Venus von Vermont und der Bakersfield-Schwindel | The Vermont Victim and the Bakersfield Hustle | 10. Mai 2019             | 10. Mai 2019                                   | Clare Kilner | Michael Saltzman |
| 25         | 5         | Der unsichtbare Mann                                | The Invisible Man                             | 10. Mai 2019             | 10. Mai 2019                                   | Jon Avnet    | Sarah Sutherland |
| 26         | 6         | Die Kalifornien-Kluft                               | The California Split                          | 10. Mai 2019             | 10. Mai 2019                                   | Jon Avnet    | Dipika Guha      |
| 27         | 7         | Die kleine Schwester                                | The Little Sister                             | 10. Mai 2019             | 10. Mai 2019                                   | Laura Innes  | Jamie Pachino    |
| 28         | 8         | Seitenwechsel                                       | The Sunshine Switcheroo                       | 10. Mai 2019             | 10. Mai 2019                                   | Nick Gomez   | Michael Saltzman |
| 29         | 9         | Die Maske fällt                                     | The Mask Drop                                 | 10. Mai 2019             | 10. Mai 2019                                   | Liza Johnson | Ed McCardie      |
| 30         | 10        | Das Brooklyn-Manöver                                | The Brooklyn Potash                           | 10. Mai 2019             | 10. Mai 2019                                   | Laura Innes  | Ed McCardie      |

## Kritik
Die Serie wurde von der Kritik positiv aufgenommen. Von den 48 auf Rotten Tomatoes erfassten Kritiken wurden 96 Prozent als positiv eingestuft. Die Seite fasst zusammen, die Serie sei „Spannend, klug und wunderbar besetzt, Sneaky Pete ist teils Drama, teils Gauner-Krimi, und alles in allem unterhaltsam.“ Die Frankfurter Allgemeine Zeitung befand: „Sneaky Pete wächst – obgleich leicht überkonstruiert – und entfaltet sich von Folge zu Folge […] schleichend und raffiniert.“